# Омаріон
Омарі Ішмаель Грандберрі (англ. Omari Ishmael Grandberry; нар. 12 листопада 1984), більш відомий під псевдонімом Омаріон, — американський R&B-співак, танцюрист і актор. Він став відомим як провідний вокаліст бой-бенду B2K, який був створений у 1998 році.

## Життя і кар'єра

### 1984—1998: молодість і початок кар'єри
Омарі Ішмаель Грандберрі народився 12 листопада 1984 року в Інглвуді, штат Каліфорнія, в сім'ї Леслі Баррелл і Трента Грандберрі. Його молодший брат О'Райан також співає. Омаріон з'являвся в рекламі Kellogg's Corn Pops і McDonald's. Він розпочав свою танцювальну кар'єру як фоновий танцюрист R&B-гурту Before Dark і з'являвся в їхніх музичних кліпах. Невдовзі Омаріон почав робити музичну кар'єру, а потім став вокалістом бойз-бенду B2K.

### 1999—2004: B2K
Омарі приєднався до групи B2K у 1999 році та взяв сценічний псевдонім Omarion. Група назвала себе B2K, абревіатура від «Boys of The New Millennium». Вони почали гастролювати з Lil Bow Wow і зрештою випустили свій дебютний сингл «Uh Huh» у 2001 році. 12 березня 2002 року вони випустили свій однойменний дебютний альбом B2K. Альбом посів 2 місце в чарті Billboard 200 і 1 місце в чарті найкращих R&B/Hip-Hop альбомів. У грудні після альбому вони випустили другий альбом Pandemonium!, підтриманий їх найуспішнішим синглом «Bump, Bump, Bump» за участю P. Diddy. Сингл посів перше місце в Billboard Hot 100. Це був останній альбом групи, оскільки вона розпалася на початку 2004 року.

### 2004—2008:O,21іFace Off
На початку 2004 року Омаріон знявся в кількох фільмах, зокрема у фільмі You Got Served. 22 лютого 2005 року Омаріон випустив свій дебютний сольний альбом O. Альбом дебютував під номером 1 у чартах Billboard 200 і Top R&B/Hip-Hop Albums. Першим синглом з альбому був «O». Сингл посів 27 місце в чарті Billboard Hot 100. Другий сингл «Touch» посів 94 місце. Було продано понад 758 000 примірників у Сполучених Штатах з моменту його виходу. Омаріон отримав номінацію на «Греммі» на 48-й щорічній церемонії вручення премії «Греммі» за найкращий сучасний R&B-альбом. 26 грудня 2006 року Омаріон випустив свій другий альбом 21. Альбом дебютував під номером 1 у чартах Billboard 200 і Top R&B/Hip-Hop Albums. Першим синглом з альбому став «Entourage». Другий сингл, «Ice Box», спродюсований Тімбалендом, посів 12 місце в Billboard Hot 100 і є найуспішнішим сольним синглом Омаріона на сьогодні; він також отримав золотий сертифікат RIAA. 21 було продано в кількості понад 390 000 примірників у Сполучених Штатах.
Омаріон також кілька разів з'являвся в ряді телевізійних шоу, зокрема «Один на один». Він також з'явився у фільмі «Відчуй ритм», який отримав неоднозначні відгуки критиків. Наприкінці 2007 року Омаріон і Bow Wow записали спільний альбом під назвою Face Off. Альбом розійшовся тиражем понад 100 000 примірників за перший тиждень, а потім тираж перевищив 500 000 примірників, отримавши золотий сертифікат. Він містив сингли «Girlfriend» і «Hey Baby».

### 2009—2010: EMI таOllusion
30 березня 2009 року Lil Wayne повідомив, що Омаріон був афілійований (хоча офіційно не підписаний) з Young Money Entertainment. Через чотири місяці він розлучився з лейблом. І Lil Wayne, і Omarion підтвердили, що він пішов з ділових причин. Потім Омаріон підписав контракт з EMI і створив власний лейбл StarrWorld Entertainment. Пізніше він перевипустив сингл «I Get It In» з Gucci Mane замість Ліл Вейна. У січні 2010 року Омаріон випустив сингл «Speedin'». Того ж місяця він випустив свій третій студійний альбом Ollusion, який розійшовся тиражем 19 400 копій за перший тиждень.

### 2011—2017:Sex Playlist
На початку 2011 року Омаріон працював над своїм першим мікстейпом, представленим DJ Drama, під назвою The Awakening. Мікстейп був випущений 11 травня 2011 року. У листопаді 2011 року Омаріон був помічений на знімальному майданчику з японською зіркою Кодою Кумі. 6 грудня 2011 року стало відомо, що він співпрацював із зіркою над піснею «Slow» для її альбому Japonesque 2012 року та знявся у кліпі. 2 травня 2012 року Омаріон підписав контракт з лейблом Ріка Росса Maybach Music Group і Warner Bros. Records. Потім він з'явився на Self Made Vol. 2, який увійшов до десятки найкращих у Billboard 200. Також у 2012 році Омаріон підписав контракт з Roc Nation Jay-Z. 29 листопада 2012 року він випустив свій дебютний мініальбом Care Package. У вересні 2013 року вийшов Self Made Vol. 3 за участю Омаріона, який також потрапив до Billboard 200 під номером 4. 5 листопада 2013 року був випущений Care Package 2
14 лютого 2014 року він випустив «You Like It», перший сингл для свого четвертого студійного альбому Sex Playlist. 18 серпня Омаріон отримав участь у фільмі «Любов і хіп-хоп: Голлівуд» разом зі своєю матір'ю та подругою Ейпріл Джонс в очікуванні народження первістка. У листопаді 2014 року він випустив другий сингл «Post to Be» за участю Кріса Брауна та Джене Айко. Sex Playlist вийшов 2 грудня 2014 року. «Post to Be» отримав значний комерційний успіх, досягнувши № 13 у Billboard Hot 100. Пісня потрапила в першу десятку чартів Urban Radio, Rhythmic chart і Hot R&B/Hip-Hop Songs. Ця пісня принесла йому нагороду Soul Train Music Award за найкращу співпрацю.
У червні 2015 року Омаріон заявив в інтерв'ю, що хоче до кінця року відкрити власну танцювальну студію. Він випустив свій третій мініальбом Care Package 3 12 листопада 2015 року. У листопаді 2017 року вийшов четвертий мініальбом Care Package 4. У 2017 році Омаріон випустив пісню «Distance», на яку зняв кліп у ПАР.

### 2018—2023:The Millennium TourіThe Kinection
У 2019 році B2K ненадовго возз'єдналися, щоб вирушити в The Millennium Tour. Тур розпочався 8 березня в Піттсбурзі, штат Пенсільванія, і завершився 28 квітня в Луїсвіллі, штат Кентуккі. Пізніше було оголошено, що Омаріон продовжить The Millennium Tour без своїх товаришів по групі разом з Bow Wow та іншими виконавцями, доданими до складу на 2020 рік. Гурт був номінований на Top R&B Tour на Billboard Music Awards 2020.
У 2020 році Омаріон випустив сингл «Can You Hear Me?» разом з T-Pain. Сингл було оголошено головною піснею з п'ятого альбому Омаріона The Kinection. Omarion випустив The Kinection 30 жовтня 2020 року.
У 2021 році Омаріон брав участь у п'ятому сезоні шоу «Співак у масці» як учасник уайлд-карду «Єті». У деяких виставах ноги Єті замінюються іншим взуттям. Він фінішував на четвертому місці.
Восени 2021 року Омаріон став хедлайнером The Millennium Tour і одночасно випустив сингл під назвою «EX» із Soulja Boy і Bow Wow зі свого майбутнього альбому Sex Playlist 2. Він був номінований на Top R&B Tour і Top Rap Tour на Billboard Music Awards 2022, вигравши нагороду разом із Bow Wow. 23 червня 2022 року взяв участь у Verzuz у 2 сезоні з Маріо. Невдовзі після цього він анонсував свою нову книгу Unbothered: The Power Of Choosing Joy, його другу книгу після O 2005 року, яка була опублікована MTV. Він також анонсував новий документальний серіал із 5 частин під назвою Omega: The Gift and the Curse, який планується випустити з оплатою за перегляд 21 липня 2022 року на вебсайті Omarion Worldwide. У березні 2023 року документальний фільм був показаний у п'яти частинах на We TV і Allblk після того, як у 2020 році партнерство з Zeus Network щодо прем'єри фільму зірвалося через те, що компанія нібито приховувала нетранслювані кадри.

### 2023–теперішній час:Full CircleBook 1 & 2
У квітні 2023 року Омаріон випустив сингл «Serious» зі свого альбому Full Circle: Sonic Book 1. 20 жовтня відбулася прем'єра кліпу на пісню, присвячену чоловікам, які незаконно потрапили у в'язницю. «Serious» здобув популярність у соціальних мережах, посівши перше місце в чартах R&B/Soul Singles iTunes і R&B у чартах бестселерів Amazon. Наступним був сингл «Taking Off» зі співаком BJRNCK.
У лютому 2024 року Омаріон анонсував свій Vbz на Vbz Tour, який мав розпочатися 5 квітня, але пізніше тур було скасовано.

## Особисте життя
Омаріон має двох дітей: сина (2014 р.н.) і дочку (2016 р.н.) від колишньої дівчини Ейпріл Джонс з якою він зустрічався з 2013 по 2016 рік.

## Дискографія
Студійні альбоми
- O (2005)
- 21 (2006)
- Ollusion (2010)
- Sex Playlist (2014)
- The Kinection (2020)
- SexSonics (2024)

Спільні альбоми
- B2K (з B2K) (2002)
- Pandemonium! (з B2K) (2002)
- Face Off (з Bow Wow) (2007)

## Фільмографія
| Рік  | Фільм                  | Роль             | Примітки         |
| ---- | ---------------------- | ---------------- | ---------------- |
| 2004 | Танці Вулиць           | Девід            | Головна роль     |
| 2004 | Товстий Альберт        | Реджі            | Головна роль     |
| 2005 | The Proud Family Movie | Fifteen Cent     | Озвучка          |
| 2007 | Відчуй ритм            | Роб              | Головна роль     |
| 2007 | Somebody Help Me       | Дерріл Дженнінгс | Головна роль     |
| 2010 | Темний бік міста       | Стеш             | Акторський склад |
| 2010 | Somebody Help Me 2     | Дерріл Дженнінгс | Головна роль     |

## Тури
- Scream Tour I (2001)
- Scream Tour II (2002)[40]
- Scream Tour III (2003)[41]
- Scream Tour IV (2005-2006)[42]
- Scream Tour V (2006)
- The Millennium Tour (2019-2021)[43]
- Omarion Presents: VBZ on VBZ Tour (2024; скасований)[44]
- The Millennium Tour (2025)